# Fort Lapointe
Le fort Lapointe (ou fort Vasou), bâti au XVIIe siècle, à Fouras, dans le département de la Charente-Maritime, en région Nouvelle-Aquitaine en France. Depuis 2002 l'ensemble est inscrit au titre des monuments historiques.

## Historique
Cet ensemble défensif fut érigé à partir de 1672 sur la rive droite de la Charente, à proximité immédiate de son embouchure. Premier des éléments défensifs assurant la protection du port militaire et de l'arsenal de Rochefort, ses effectifs atteignaient plusieurs centaines d'hommes et une cinquantaine de canons. En 1757, le fort fut endommagé par les Anglais. Remanié après cette bataille, il intègre une batterie semi-circulaire formant environ 130 mètres de diamètre, à laquelle est venue se greffer une caserne et un entrepôt de stockage d'obus entre 1860 et 1880. Déclassé par l'armée puis vendu à un particulier en 1950.
Le Fort Lapointe est inscrit au titre des monuments historiques par arrêté du 8 février 2002.

## Localisation
Le fort Lapointe (ou Fort Vasou) a été construit sur la commune de Fouras, dans le département de la Charente-Maritime en (région Nouvelle-Aquitaine).

## Architecture

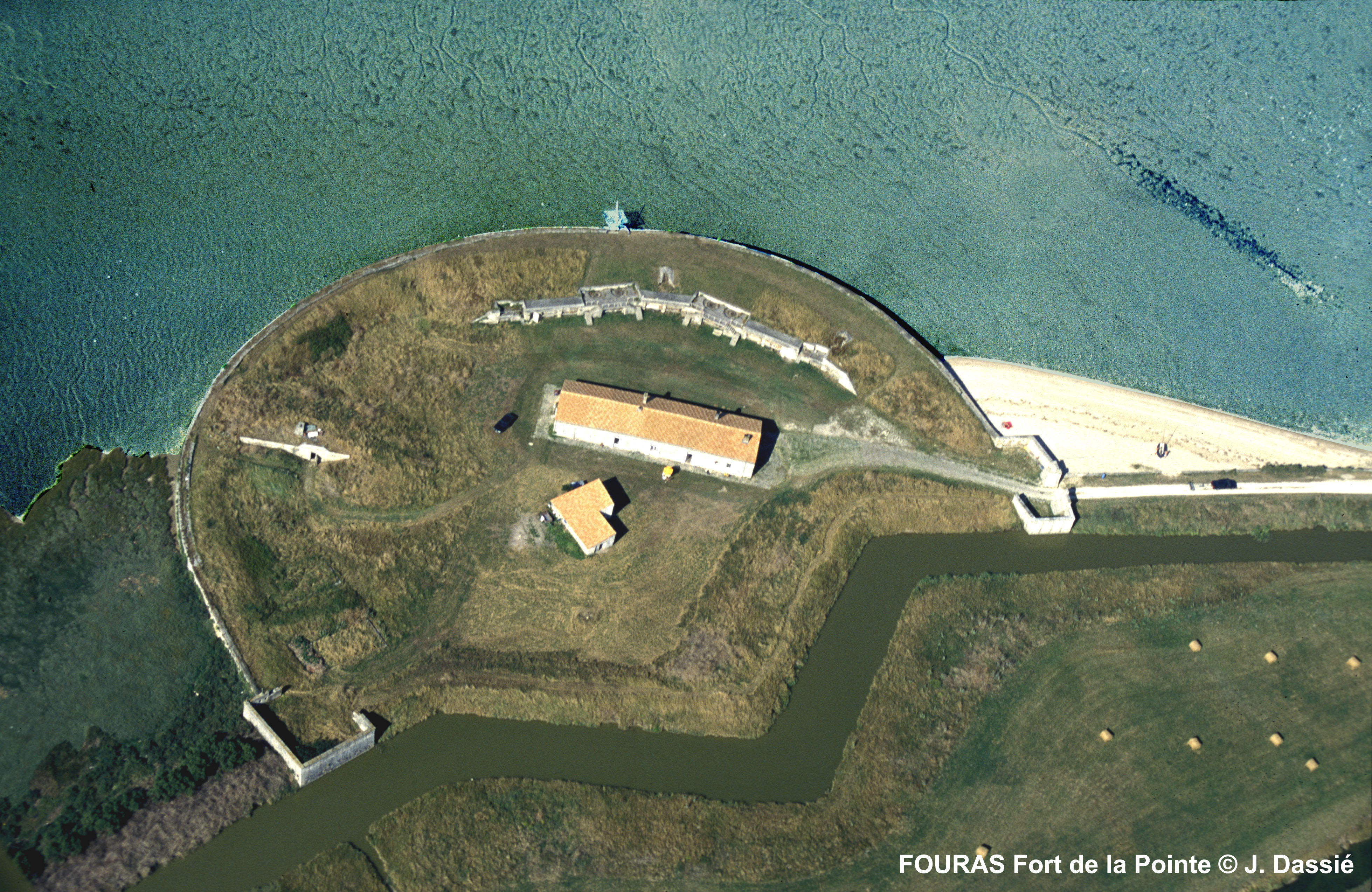
Vue aérienne du Fort
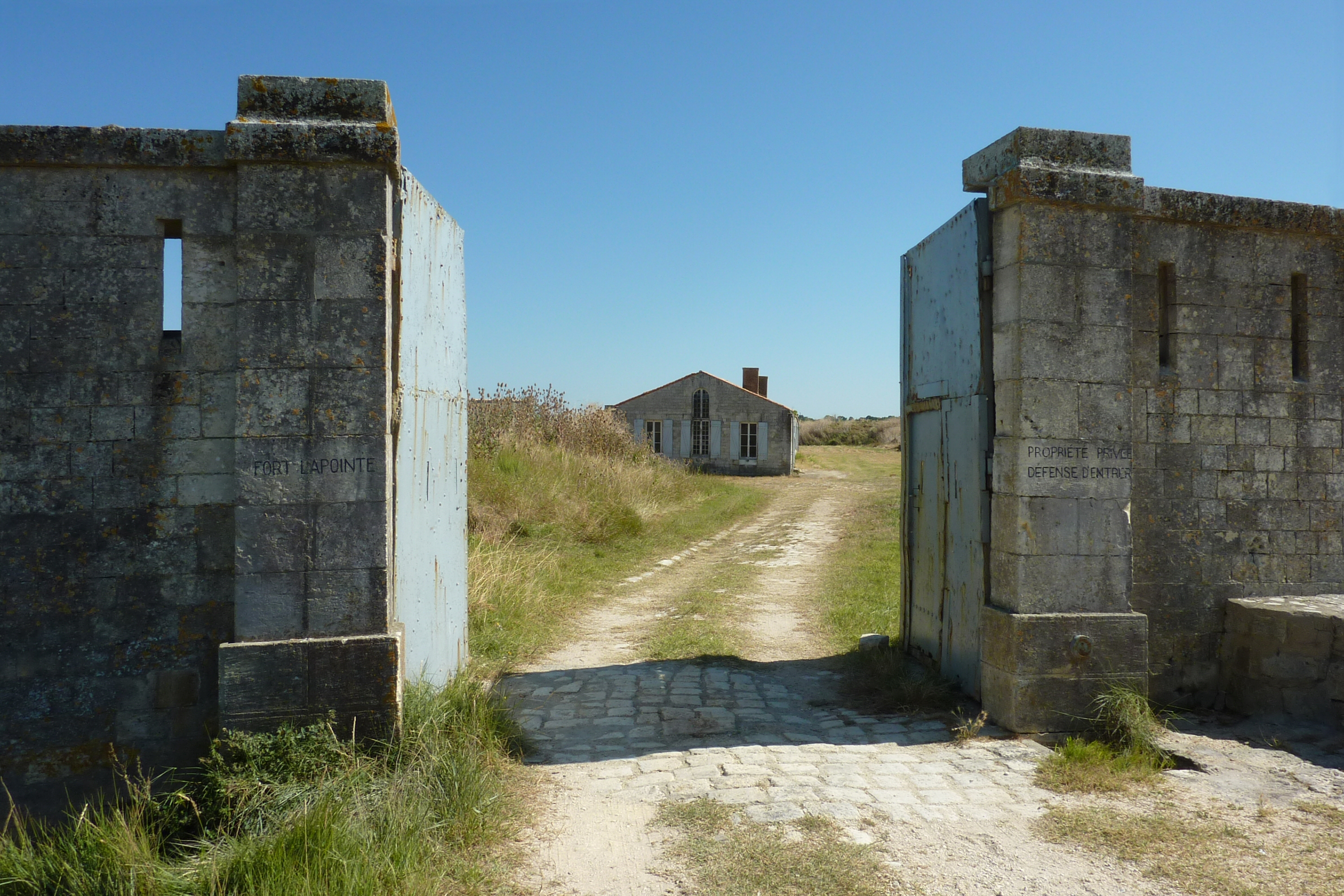
Entrée principale du Fort